# Platensina voneda
Platensina voneda är en tvåvingeart som först beskrevs av Walker 1849.  Platensina voneda ingår i släktet Platensina och familjen borrflugor. Inga underarter finns listade i Catalogue of Life.